# Баларано (Потенца)
Баларано (итал. Ballarano) је насеље у Италији у округу Потенца, региону Базиликата.
Према процени из 2011. у насељу је живело 17 становника. Насеље се налази на надморској висини од 648 м.